# Numerar

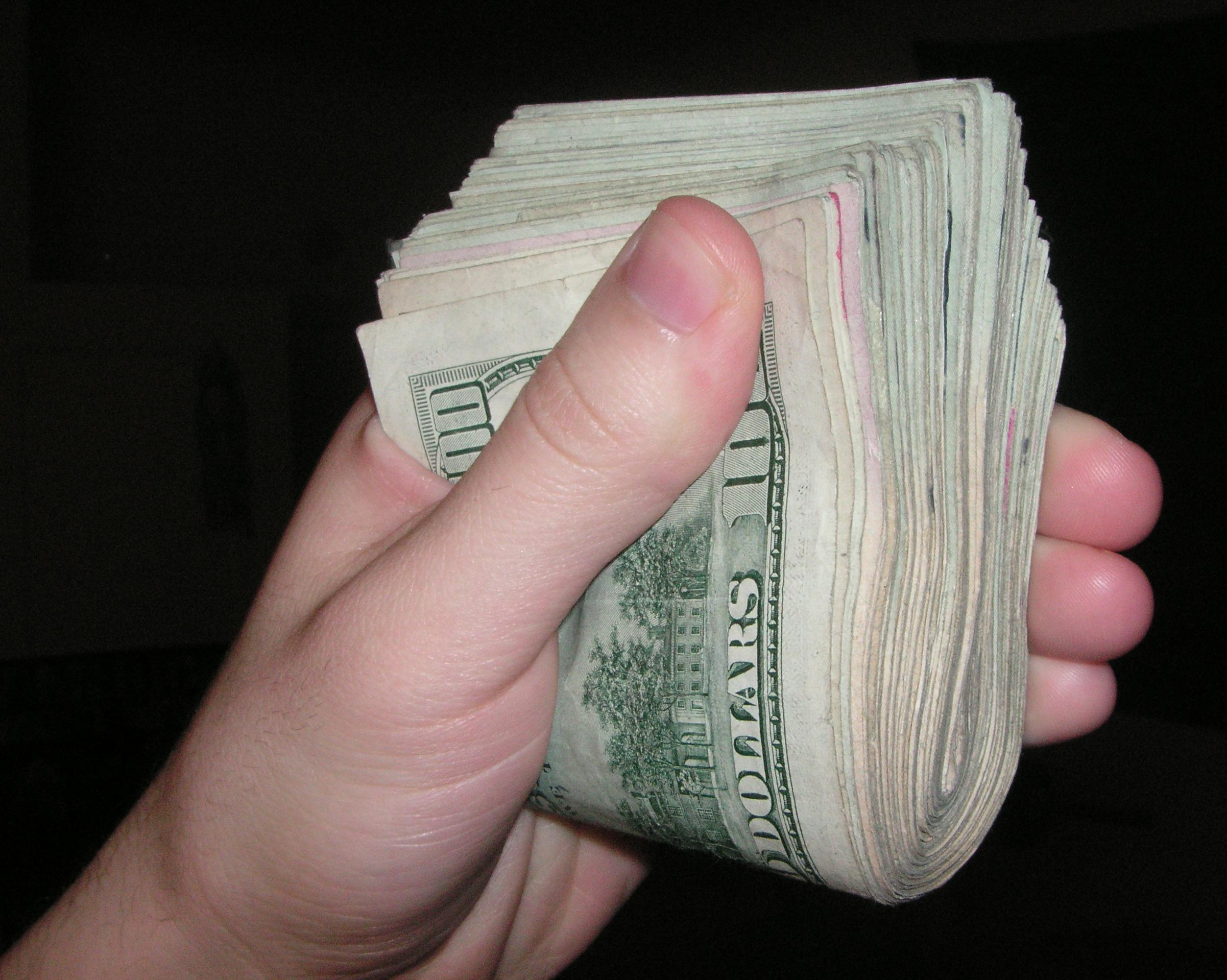
Un teanc de moneda Statelor Unite

În economie, numerarul reprezintă banii în formă fizică, sub formă de monetar, bancnote și monede. În contabilitate și finanțe, banii în numerar sunt activele curente ce cuprind monetarul sau mijloace de plată echivalente, care pot fi accesate imediat sau aproape imediat (ca și în cazul conturilor de pe piața monetară). Numerarul este văzut fie ca o rezervă pentru plăți, în cazul înregistrării unui flux de numerar structural sau incidental negativ, sau ca o modalitate de a evita recesiunea pe piețele financiare.

## Etimologie
În limba engleză cuvântul „numerar" - „cash„ însemna inițial „pușculiță", iar mai târziu a ajuns să aibă un sens secundar, cel referitor la „bani". Cea de-a doua utilizare a devenit unicul sens folosit în secolul al 18-lea. Cuvântul „cash" provine din franceza medie, din cuvântul caisse („pușculiță"), care provine din italiana veche, cassa, și în cele din urmă din latinescul capsa („cutie"). Originea nu are legătură cu cuvântul „cash" folosit în India Britanică, care însemna „sistemul monetar indian" și era derivat din cuvintele kasu din limba tamilă, karsha din sanscrită și kasi din Sinhaleză.

## Istoric

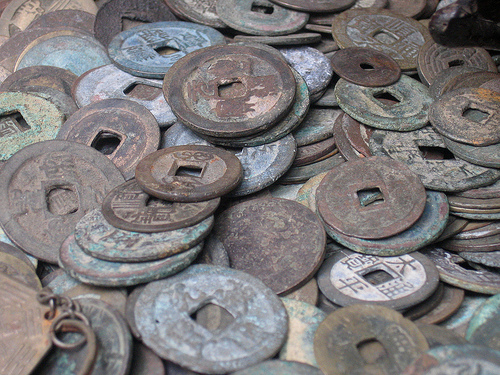
Monedă tradițională chinezească

În Europa de Vest, după căderea Imperiului Roman de Apus, monedele, bijuteriile și alte obiecte din argint au fost secole întregi singura formă de bani, până când comercianții venețieni au început să folosească lingouri de argint pentru tranzacții mari în Evul mediu timpuriu. Un alt progres îl reprezintă negustorii venețieni care au început să folosească bancnote de hârtie, și și-au instruit bancherii să facă plăți cu ele. Lingouri de argint marcate asemănător au fost în uz în țările în care negustorii venețieni au înființat reprezentanțe. Imperiul Bizantin și mai multe state din spațiul Balcanic și Rusia Kieveană au utilizat, de asemenea, lingouri de argint inscripționate, folosite în plăți de amploare. Pe parcurs ce economia mondială s-a dezvoltat și livrările de argint au crescut, în special după colonizarea Americii de Sud, monedele au devenit mai mari și în secolul XV s-a dezvoltat o monedă standard pentru plățile internaționale: moneda spaniolă și a coloniei spaniole în valoare de 8 reali. Echivalentul său în aur a fost ducatul Venețian .
Modele diferite de monede concurau pe piețe. Prin cucerirea piețelor străine, conducătorii emitenți se bucurau de veniturile suplimentare din seigniorage (diferența dintre valoarea monedei și valoarea metalului din care a fost făcută moneda). Tipurile de monede folosite de nobilii mari erau copiate pentru seigniorage de către nobilii mici. De obicei, imitațiile cântăreau mai puțin, subminând popularitatea originalului. Pe măsură ce statele feudale s-au unit în regate, imitațiile de argint s-au diminuat, dar monedele de aur, în special ducatul de aur și florinul de aur, erau încă emise ca monede comerciale: monede fără un coeficient fix, a căror valoare era calculată în funcție de greutate. Puterile coloniale au încercat să elimine cota de piață din Spania prin emiterea unor monede de comerț echivalente cu monedele spaniole de argint, însă nu au avut succes.
În prima parte a secolului al XVII-lea, monedele Companiei Britanice a Indiilor de Est au fost fabricate în Anglia și transportate în Est. În Anglia, de-a lungul timpului cuvântul numerar a fost adoptat din sanscrită कर्ष karsa, o masă de aur sau argint dar asemănătoare cu cea din persana Veche 𐎣𐎼𐏁 karsha, unitate de greutate (83,30 grame). Moneda Companiei Britanice a Indiilor de Est a avut inscripții și în urdu cât și în engleză, pentru a facilita utilizarea acesteia în comerț. În 1671 directorii de la Compania Indiilor de Est au vrut fondarea unei monetării în Bombay, cunoscută și sub numele de Bombain. În 1677 acest lucru a fost sancționat de către Coroană, monedele primind sancțiunea regală, au fost recunoscute ca rupii de argint; și au inscripționat „rupie de Bombaim", cu acordul lui Carol al II-lea.
În acest timp monedele au fost produse și pentru Compania Indiilor de Est, la monetăria din Madras. Valuta regiunii administrative a companiei Bombay și Bengal a fost rupia. Cu toate acestea, la Madras, conturile companiei au fost calculate în pagode, fracții, fanami, faluce și bani. Acest sistem s-a menținut până în 1818, când moneda a fost adoptată ca unitate de valută pentru operațiunile companiei. Relația dintre cele două sisteme este clasificată astfel: 1 pagodă = 3-91 de rupii și 1 rupie = 12 fanami.
Între timp, s-au produs banii din hârtie. A fost gândit ca un plan de urgență la început, dar au ajuns să fie cei mai cunoscuți în coloniile puterilor Europene. John Law a făcut o lucrare de pionierat asupra bancnotelor cu Banque Royale. Cu toate acestea, raportul dintre masa monetară și inflație nu a fost înțeles corect iar banca a dat faliment, în timp ce obsevațiile sale au devenit lipsite de valoare, atunci când acestea au fost emise peste măsură. Lecțiile învățate în urma acestei întâmplări au fost aplicate Băncii Angliei, care a jucat un rol esențial în finanțarea războiului peninsular din Wellington împotriva trupelor franceze, paralizate de francul germinal de metal.
Abilitatea de a crea bani de hârtie a făcut ca statele naționale să fie responsabile de gestionarea inflației, prin controlul masei monetare. De asemenea, a făcut o legătură directă între metalul monedei și valoarea sa de prisos. Din 1816, monedele au devenit în mare parte bani simbolici, deși unele monede de argint și de aur au rămas monede standard până în 1927. În Primul Război Mondial monedele standard dispar în mare măsură. Ulterior, monedele standard de aur, în special cele de origine britanică, au mai putut fi folosite în colonii și în țările cu economie mai puțin dezvoltată, iar talerii de argint Maria Theresa din 1780 au fost folosiți ca monede comerciale pentru țările din Asia de Est până în 1946 și mai târziu la nivel local.
Numerarul a devenit acum o foarte mică parte a masei monetare. Rolul său este de a oferi o formă de monedă de stocare și de plată pentru cei care nu doresc să ia parte la alte sisteme, și de a face plățile mici avantajoase și prompte, deși acest din urmă rol este înlocuit tot mai des de sistemele de plată electronice Arhivat în 9 mai 2018, la Wayback Machine.. După mai multe cercetări s-a constatat că cererea de bani în numerar scade pe măsură ce debitul de utilizare a cardurilor de credit crește, deoarece comercianții nu mai trebuie să dea rest în urma achizițiilor făcute de clienți.
Circulația numerarului este în creștere. Dolarii americani aflați în circulație în Statele Unite ale Americii a crescut în valoare cu 42% din 2007 până în 2012. Valoarea bancnotelor lirei sterline în circulație a crescut cu 29% din 2008 până în 2013. Valoarea în circulație a monedei euro a crescut cu 34% până în august 2013, față de august 2008 (2% din creștere a fost determinată de adoptarea euro în 2009 în Slovacia  și în Estonia în 2011).

## Societate fără numerar
Sintagma „societate fără numerar" are la bază ideea că, în viitor, banii vor fi inutili și voi fi înlocuiți de mijloace electronice de transfer. În Marea Britanie este acum raportat că 1 din 7 oameni nu mai deține sau nu mai folosește deloc bani în numerar.